# مانيومينت فالي 2
مانيومينت فالي 2 (بالإنجليزية: Monument Valley 2)‏ ، هي لعبة فيديو إلكترونية صدرت على نظام آي أو إس والتي تدعم بأنظمة تشغيل الآيفون و الآيباد و الآيبود تتش، تعتبر لعبة الغاز و مغامرات، و لاقت الكثير من الإعجاب لما تقدمه من أفكار و طريقة لعب مميزة ، صدرت في شهر يونيو عام 2017.

## وصلة خارجية
- مانيومينت فالي 2 على موقع IMDb (الإنجليزية)

الموقع الرسمي للعبة